# Jeddito
Jeddito (en navajo Jádító) est une census-designated place située dans le comté de Navajo, dans l’État de l’Arizona, aux États-Unis. Sa population s’élevait à 1 853 habitants lors du recensement de 2010.

## Source
- (en) Cet article est partiellement ou en totalité issu de l’article de Wikipédia en anglais intitulé « Jeddito, Arizona » (voir la liste des auteurs).